# FC Istra
El FC Istra (del ruso: ФК "Истра") es un club de fútbol ruso de la ciudad de Istra, fundado en 1997. El club disputa sus partidos como local en el Polevo y juega en la segunda división, el tercer nivel en el sistema de ligas ruso.

## Jugadores
Actualizado al 24 de febrero de 2012, según RFS (enlace roto disponible en Internet Archive; véase el historial, la primera versión y la última)..